# Raión de Baryshivka
Baryshivka (en ucraniano: Баришівський район) es un raión o distrito de Ucrania en el óblast de Kiev. 
Comprende una superficie de 957 km².
La capital es la ciudad de Baryshivka.

## Demografía
Según estimación 2010 contaba con una población total de 41453 habitantes.

## Otros datos
El código KOATUU es 3220200000. El código postal 75000 y el prefijo telefónico +380 4476.